# Alberto Elli
Alberto Elli es un ex ciclista profesional italiano. Nació en Giussano (Provincia de Monza y Brianza) el 9 de marzo de 1964. Fue profesional entre 1987 y 2002 ininterrumpidamente. En la actualidad trabaja como director deportivo del equipo japonés Team Nippo. En 2014 pasó a dirigir al equipo danés Christina Watches-Kuma.

## Palmarés
| 1987 - 2.º en el Campeonato de Italia en Ruta 1992 - 1 etapa del Tour de Luxemburgo - Hofbrau Cup, más 1 etapa 1993 - Milán-Vignola - Trofeo Matteotti 1994 - Boland Bank Tour 1995 - 2 etapas de la Euskal Bizikleta - Criterium de los Abruzzos 1996 - 1 etapa de la Euskal Bizikleta - Tour de Luxemburgo, más 1 etapa - Gran Premio Ciudad de Camaiore | 1997 - Gran Premio de Midi libre 1998 - 3.º en el Campeonato de Italia en Ruta - Vuelta a Murcia, más 2 etapas - 1 etapa de la Vuelta al País Vasco 1999 - 3.º en el Campeonato de Italia en Ruta 2000 - Gran Premio de Valonia - Tour de Luxemburgo - 1 etapa del Rapport Toer |

## Equipos
- Fanini (1987-1988)
- Ariostea (1989-1993)
- MG Maglificio-Technogym (1994-1996)
- Casino (1997-1998)
- Telekom (1999-2001)
- Index Alexia (2002)